# Hans Alfredson sjunger Blommig falukorv och andra visor för barn
Hans Alfredson sjunger Blommig falukorv och andra visor för barn (från början Hans Alfredson nästan sjunger egna bitar för barn) är en musik- och sagoskiva av Hasse Alfredson, utgiven 1965. Musiken och texten skrevs av Hasse Alfredson, och albumet arrangerades av Bengt-Arne Wallin.

## Innehåll och historia
Albumets låtar komponerdes av Alfredson själv, och flera av låtarna har blivit välkända delar av Hasseåtage-kulturen. Han illustrerade även det ursprungliga albumomslaget. LP:n återutgavs 1972 i kassettformat, 1996 som CD och så småningom även som digital fil via Itunes etc musikbutiker. På Spotify återfinns skivan som endast Blommig falukorv.
Albumet innehåller totalt tolv sånger, med mellanliggande textavsnitt. De tre sista sångerna på albumet introduceras av Alfredson som porr för barn, med hänsyftning till att de handlar om kiss- och bajs-humor (se även koprolali); som digital musikfil har låttrion rubricerats som "Porrbitar för de minsta". 1965 hade ordet en annan klang och associationer i vardagsspråket, och för en bildad medelklass kunde ordet syfta på sprängande av gränser. Begreppet "spränga sexvallen" var välkänt i medierna, efter att filmregissörer som Ingmar Bergman, Vilgot Sjöman och Mai Zetterling ett eller ett par år tidigare (med Tystnaden, 491 och Älskande par) flyttat fram gränserna för möjligt att visa på film.
Det utgavs även en bok, med små noveller i samma anda som sångerna på albumet.

### Låtar (urval)

#### "Blommig falukorv"
Titellåten "Blommig falukorv" handlar om ett barn som ratar all möjlig husmanskost som till exempel fisk och spenat, plättar med lingonsylt, biff med lök, rotmos, isterband samt pytt och det enda barnet kan tänka sig att äta är blommig falukorv. Sången gav upphov till att det 1996 började säljas falukorv med tryckta blommor på skinnet, bland annat på Ikea, även utomlands. Slakteriet i Ugglarp skrev ett avtal med Alfredson så att ersättningen för att använda idén gick till BRIS.

#### "Styrman Karlssons äventyr med porslinspjäsen"
På albumet finns, utöver titelsången, också "Styrman Karlssons äventyr med porslinspjäsen", som handlar om en styrman som på väg till dans råkar sätta sin fot i en potta. Han blev senare utnämnd till kapten, men föll överbord. Sången slutar lyckligt, då sjömannen lyckades segla hem i pottan. Och möttes av sin fru Charlotta, som hade ena foten i en byrålåda i en chiffonjé. Sången har senare spelats in av Trazan & Banarne på albumet Sångtajm med Trazan och Banarne (1977) under titeln "Han satte foten i en potta".

## Utgivning

### LP (1965); kassett (1972)[1]

#### Sida 1
1. "Blommig falukorv" (CD-spår 2)
2. "Cowboysnack" (CD-spår 5)
3. "Lille Mats" (CD-spår 7)
4. "Du ska heta" (CD-spår 12)
5. "Sov nu lillebror" (CD-spår 10)
6. "Ska vi byta?" (CD-spår 18)

#### Sida 2
1. "Doda doda" (CD-spår 20)
2. "Mulle Mulle" (CD-spår 15)
3. "Karl XV:s äventyr" (CD-spår 23)
4. "Knut med skämtlynnet" (CD-spår 25)
5. "Den som inga byxor har" (CD-spår 26)
6. "Styrman Karlssons äventyr med porslinspjäsen" (CD-spår 27)

### CD (1996), senare påItunesetc
1. "Lilla Lisa som bara ville äta blommig falukorv" (3:20)
2. (sång:) "Blommig falukorv" (2:10)
3. "Här slutar berättelsen om lilla Lisa" (0:39)
4. "Cowboys och indianer" (1:05)
5. (sång:) "Cowboysnack" (2:18)
6. "Det spännande slutet på historien" (2:53)
7. (sång:) "Lille Mats" (0:35)
8. "Gossarna som inte trivdes i palatset" (2:38)
9. "När Harry fick en lillebror" (3:45)
10. (sång:) "Sov nu lillebror" (2:27)
11. "Pojken som skulle döpas" (3:22)
12. (sång:) "Du ska heta" (1:16)
13. "Om hur det gick sen" (0:17)
14. "Det var en gång..." (1:58)
15. (sång:) "Mulle Mulle" (1:36)
16. "Och snart somnade du..." (1:28)
17. "Stefan som bytte bort sin leksaksbil" (3:57)
18. (sång:) "Ska vi byta?" (2:35)
19. "Den fjantige farbror Bullerdogg" (2:06)
20. (sång) "Doda-doda" (1:12)
21. "Farbror Bullerdogg är inte lika fjantig längre" (0:42)
22. "Vad gjorde kung Karl xv?" (1:36)
23. (sång:) "Karl xv:s äventyr" (2:10)
24. Porrbitar för de minsta" (0:42)
25. (sång:) "Knut med skämtlynnet" (1:46)
26. (sång:) "Den som inga byxor har" (1:24 )
27. (sång:) "Styrman Karlssons äventyr med porslinspjäsen" (2:15)